# البرت جاي

الطائرة الكندية بعد الحادث

حادث تفجير طائرة تابعة لخطوط الباسفيك الكندية تمت على يد كندي اسمه جوزيف البرت جاي (من مواليد 1917) من مدينة كيوبيك ومستهدفا زوجته المدعوة ريتا، وكان ذلك بتاريخ 9 سبتمبر 1949 وقد قتل جميع من كان بالطائرة بمن فيهم زوجته. الحادث والمحاكمة التي تلتها لجاي وشركائه كانت لها صدى سيِّئ في كيوبيك وقد حظيت بتغطية صحفية واسعة.

## الرحلة
الطائرة كانت تابعة لخطوط الباسفيك الكندية وهي دي سي-3 ورقم التسجيل هو (CF-CUA S/N: 4518) كانت برحلة من مونتريال إلى باي كامو وتوقفت بإحدى ضواحي كيوبيك حيث أقلت الضحية ريتا زوجة جاي مع القنبلة التي معها. والقنبلة مصنوعة من الديناميت مع ساعة توقيت وقد خبأت داخل شنطة الضحية لكي تنفجر فوق بحيرة (Sault-au-Cochon) خارج كيوبيك، ولكن الطائرة قد تأخر اقلاعها من المطار 5 دقائق مما جعلها تنفجر قبل وصولها البحيرة وليس فوقها كما توقع جوزيف جاي والتي من شأنها أن تجعل فحص الطب الشرعي من وقوع الحادث من المستحيلات بتقنية ذاك الوقت. وقد مات طاقم الطائرة المكون من 4 بالإضافة إلى جميع الركاب وعددهم 19 والتي تضم بالإضافة إلى ريتا 4 أطفال وثلاثة مسئولين أمريكان لإحدى الشركات التنقيب. ولم يتم التعرف على رقم الرحلة لتلك الطائرة.
تلك العملية ليست الأولى من حيث تفجير الطائرات فقد سبقتها حادثة اليونايتد عام 1933. وقد تلتها حادثة أخرى بنفس الدوافع بتاريخ 1 نوفمبر 1955.

## المؤامرة وما بعدها
وقع بائع المجوهرات البرت جاي تحت حب نادلة تسمى ماري انج، ولم يكن بمقدوره الطلاق من زوجته حيث كان أهالي كيوبيك كاثوليك متشددين في تلك الأيام، مما يعني استحالة الطلاق من زوجته وتزوج النادلة، وقد حاول قتلها بالسم ولكنه عدل عن ذلك بوضع قنبلة بالطائرة. ووضع بوليصة تأمين لزوجته مقدارها 10,000 دولار كندي بنفس يوم التفجير، وهو مبلغ كبير بذلك الوقت، وحاول اخذها بعد الحادث بثلاثة أيام.
وقد طلب جاي من صائغ الساعات روست أن يعمل له قنبلة مكونة من ديناميت وبطارية مع ساعة تنبيه، وقد تم له ذلك بمخزنه الذي تديره أخت روست المسماة ارثور بيتري، والمفترض أن يستخدم في تطهير ميداني، وقد نقلت القنبلة إلى الطائرة كشحنة بريدية.
وأكد كلا من روست وأخته بيتري على براءتهما، فبيتري إدعت بأن جاي أخبرها بأن الشحنة المنقولة تحتوي على تمثال. بينما قال روست بأنه اعتقد بأن القنبلة ستستخدم لخلع جذوع الأشجار من المنطقة. وقد اعتقل جاي بعد الحادث بإسبوعين وبدات محاكمته في فبراير 1950، وقد أدين بالجريمة وحكم عليه بالاعدام. وتم تنفيذ الحكم عليه في 13 يناير 1951 وهو بعمر 33.
بعد ادانة جاي اعترف بأن روست وبيتري ساعداه في فعلته تلك. وبالتالي تم القاء القبض على روست في 6 يونيو 1950 وتمت محاكمته وأدين بالقضية، وحكم عليه بالإعدام، وقد شنق روست في 25 يوليو 1952 وهو بعمر 54 سنة. وقد كان يعاني من السل ونقل إلى المشنقة على كرسي متحرك، أما ماريغريتا بيتري فقد اعتقلت في 14 يونيو 1950 وتمت محاكمتها وحدها في 6 مارس 1951 وأدينت وتم تنفيذ الحكم عليها في 9 يناير 1953 وهي رقم 13 والأخيرة من اللواتي أعدمن في كندا.

## وصلات خارجية
- الخط الزمني للتفجير
- سيرة البرت غاي.
- وصف الحادث
- Aviation Safety Network data on accident
- List of sabotage bombing incidents on airplanes
- A 1947 photo of the airplane involved
- MSN Group of discussion in French & English. Many rare pictures.